# Daniel O'Shaughnessy
Daniel Michael O'Shaughnessy, född 14 september 1994, är en finländsk fotbollsspelare som spelar för Karlsruher SC. Han representerar även Finlands landslag. O'Shaugnessy är känd för sina långa, farliga inkast mot boxen.